# Märchenschach
Mit Märchenschach (auch Feenschach oder heterodoxes Schach) bezeichnet man eine Schachvariante, bei der entweder neue Figuren mit anderen Spielregeln oder auch für herkömmliche Figuren neue Spielregeln eingeführt werden. Häufig kommen auch Märchenschachprobleme vor, in denen unkonventionelle Figuren und Bedingungen eingeführt werden, ohne dass eine vollständige Schachvariante konstruiert wird.

## Allgemeines
Märchenschach ist abzugrenzen von Schachvarianten wie Tandemschach, 3D-Schach oder Schlagschach (Räuberschach). Im Gegensatz zu diesen Varianten bleibt im Märchenschach eine Reihe von normalen Schachregeln unverändert, und zwar
- das Mattsetzen des gegnerischen Königs (oder einer anderen Figur) als Spielziel,
- (im Prinzip) gleiche Anzahl von Steinen für
- zwei Parteien, die Schwarz und Weiß genannt werden und
- das abwechselnde Ziehen.

Das wesentlich vom Standardschach Abweichende ist ein abgewandelter Figurenbestand mit beliebig abgewandelten Zug- und/oder Schlagregeln. Zudem bleibt bei Märchenschach im Gegensatz zu etwa 3D-Schach auch das normale Brett (eins, zweidimensional, 8×8 Felder) zumindest physisch i. d. R. erhalten, obwohl es auch Variationen des Spielfelds gibt, die das 8×8-Brett transzendieren, etwa indem man sich den Rand einer Brettseite als auf der gegenüberliegenden Brettseite fortgesetzt vorstellt (Zylinderschach).
Der Reiz des Märchenschachs besteht vor allem darin, dass langjährig eingelernte Denkmuster durchbrochen werden und, etwa mangels umfangreicher voranalysierter Zugfolgen und Strategien, die Spiele wesentlich an Spontaneität gewinnen. Es hat sich gezeigt, dass insbesondere sehr gute Schachspieler im Märchenschach häufig unterdurchschnittlich spielen, da ihre oft automatisch und unbewusst ablaufenden Stellungsanalysen bei diesen besonderen Umgebungen völlig falsche Entscheidungen herbeiführen können.
Die im Folgenden angeführten Regeln des Märchenschachs sind weder vollständig noch endgültig, sondern unterliegen – wie das Märchenschach als Ganzes – ständigen kreativen Adaptionen durch Spielergruppen und -vereine.

## Klassifikation der zusätzlichen Figuren
Bei den Figuren unterscheidet man verschiedene Typen.
- Springer im allgemeinen Sinn sind Figuren, die (a,b)-Sprünge machen, also auf ein Zielfeld springen, das a Felder in einer orthogonalen und b Felder in einer dazu senkrechten Richtung vom Ausgangsfeld entfernt ist. Am bekanntesten ist der (1,2)-Springer, also der Springer im engeren Sinn.
- Amphibien sind Kombinationsfiguren aus zwei Arten von Springern, wobei die beiden Einzelarten allein jeweils nicht alle Felder des Schachbrettes erreichen können, sondern nur die Kombinationsfigur aus beiden. Das einfachste Amphibium ist der Frosch, eine Kombination aus (1,1)-Springer und (0,3)-Springer. Amphibien sind besonders in der Schachmathematik beliebt.
- Hüpfer müssen zuerst ein Hindernis (freundliche oder feindliche Figur) überspringen, bevor sie auf einem freien Feld landen oder eine Figur auf dem Zielfeld schlagen können. Das Hindernis bleibt dabei unberührt. Die Kanone im chinesischen Schach schlägt wie ein Turmhüpfer; der Grashüpfer ist ein Damehüpfer, der unmittelbar hinter dem Hindernis landen muss.
- Jäger ziehen auf verschiedene Art und Weise vorwärts und rückwärts; ein T/L-Jäger (Turm-Läufer-Jäger) zieht vorwärts als Turm und rückwärts als Läufer. Im Problemschach hat sich die Konvention durchgesetzt, dass die Richtung „vorwärts“ sowohl für weiße als auch für schwarze Figuren im Diagramm nach oben ist. In Schachvarianten ist diese Konvention unbekannt.
- Marine Figuren ziehen, ohne zu schlagen, wie die Grundfigur und schlagen, indem sie die Zielfigur überspringen und unmittelbar hinter ihr landen. Sie haben alle Namen, die auf das Meer und damit verbundene Mythen anspielen, und sind beliebt bei Problemkomponisten. Die Nereïde ist ein mariner Läufer, der Triton ein mariner Turm, die Sirene eine marine Dame und der Poseidon ein mariner König.
- Reiter können einen Grundschritt beliebig oft in der gleichen Richtung wiederholen, solange keine andere Figur im Weg steht. Der Läufer ist ein (1,1)-Reiter oder Fersreiter, der Turm ist ein (0,1)-Reiter oder Wesirreiter. Der Nachtreiter ist ein (1,2)-Reiter.
- Saurier sind Figuren, die nur Schlagzüge ausführen können, ansonsten sind sie bewegungsunfähig.
- Schützen (auch gespaltene Figuren oder divergente Figuren) haben unterschiedliche Züge, je nachdem ob sie schlagen oder nicht. Der Bauer im klassischen Schach und die Kanone im chinesischen Schach sind Schützen. Ein S/L-Schütze (Springer-Läufer-Schütze) zieht wie ein Springer und schlägt wie ein Läufer.

## Besondere Bezeichnungen
Königliche Steine sind Figuren, die nicht im Schach stehen dürfen und matt gesetzt werden können. Im Problemschach kommen unter anderem königliche Springer und königliche Kamele vor.
Berittene Figuren sind Figuren, die zusätzlich zu ihrer normalen Gangart auch noch Springerzüge ausführen können. So ist der Kanzler ein berittener Turm.
Gekrönte Figuren sind Figuren, die zusätzlich zu ihrer normalen Gangart auch wie ein König ziehen können. Ein gekrönter Springer und ein berittener König haben dieselben Zugmöglichkeiten, diese Figur wird auch als Zentaur bezeichnet. Gekrönte Figuren sind nicht automatisch königlich.

## Zusätzliche Figuren
Im Folgenden sind Figuren aufgezählt, die häufiger in Schachvarianten oder Märchenschachproblemen auftreten. Diese Liste ist zwangsläufig unvollständig – das Programm WinChloe zum Lösen von Schachproblemen kennt über 1200 verschiedene Märchenschachfiguren.

### Amazone
|   | a | b | c | d | e | f | g | h |   |
| 8 |   |   |   |   |   |   |   |   | 8 |
| 7 |   |   |   |   |   |   |   |   | 7 |
| 6 |   |   |   |   |   |   |   |   | 6 |
| 5 |   |   |   |   |   |   |   |   | 5 |
| 4 |   |   |   |   |   |   |   |   | 4 |
| 3 |   |   |   |   |   |   |   |   | 3 |
| 2 |   |   |   |   |   |   |   |   | 2 |
| 1 |   |   |   |   |   |   |   |   | 1 |
|   | a | b | c | d | e | f | g | h |   |

Die Bewegung der Amazone

Die Amazone (oder auch Taxi) ist eine Märchenschachfigur, die die Zugmöglichkeiten von Dame und Springer vereinigt, oder anders ausgedrückt, eine berittene Dame. Als „allmächtige“ oder „absolute Dame“, auch Kaiserin, Superdame oder Maharadscha genannt, hat diese Figur zeitweise regulär im russischen Schach existiert. Diese Sonderform verschwand jedoch um die Wende zum 19. Jahrhundert im Zuge der Vereinheitlichung der Schachregeln. Die Amazone ist imstande, den König allein an den Rand bzw. in die Ecke zu drängen und ihn dort matt zu setzen. Sie ist somit eine der mächtigsten Figuren.

### Berolina-Bauer
Berolina-Bauern ziehen diagonal vorwärts und schlagen geradeaus vorwärts, sie verhalten sich also genau umgekehrt als die üblichen Bauern des Schachspiels. Die Figur wurde 1926 von Edmund Nebermann erfunden und zählt zu den beliebteren Figuren in Schachvarianten.

### Drache
Der Drache ist eine Kombinationsfigur aus Springer und Bauer („ein berittener Bauer“), kann sich auf der gegnerischen Grundreihe jedoch nicht umwandeln.

### Dummy
Ein Dummy, im Deutschen auch Scheinbauer oder Statist genannt, ist ein Stein ohne jegliche Zugmöglichkeiten. Er kann andere Figuren blockieren, geschlagen werden, als Sprungbock für eine Kanone oder einen Grashüpfer dienen, zeitweise Zugmöglichkeiten durch Relay erlangen oder durch andere Figuren verschoben werden (wenn verschiebende Figuren im Spiel sind). Er darf nicht mit der Zero verwechselt werden.

### Eichhörnchen
|   | a | b | c | d | e | f | g | h |   |
| 8 |   |   |   |   |   |   |   |   | 8 |
| 7 |   |   |   |   |   |   |   |   | 7 |
| 6 |   |   |   |   |   |   |   |   | 6 |
| 5 |   |   |   |   |   |   |   |   | 5 |
| 4 |   |   |   |   |   |   |   |   | 4 |
| 3 |   |   |   |   |   |   |   |   | 3 |
| 2 |   |   |   |   |   |   |   |   | 2 |
| 1 |   |   |   |   |   |   |   |   | 1 |
|   | a | b | c | d | e | f | g | h |   |

Die Bewegung des Eichhörnchens

Das Eichhörnchen (auch als Centurio, Burg oder General bekannt) vereinigt die Züge von Springer, Elefant und Kampfmaschine, es kann also auf ein beliebiges Feld in Abstand 2 springen. Diese Figur wurde im Laufe der Schachgeschichte mehrfach unabhängig voneinander entdeckt, den Namen Eichhörnchen erhielt sie von N. Kovacs im Jahr 1937. Die älteste Beschreibung geht auf Francesco Piacenza (1683) zurück.

### Einhorn
Das Einhorn im Raumschach zieht wie ein Läufer auf den Raumdiagonalen, es ist ein (1,1,1)-Reiter. Vier Einhörner auf geeignet gewählten Startfeldern sind notwendig, um in drei Dimensionen alle Felder/Zellen abzudecken.
Der Name Einhorn wurde auch für eine Anzahl von Figuren auf dem normalen 2D-Schachbrett verwendet, ohne dass sich hierbei eine eindeutige Präferenz abzeichnet.

### Elefant
Der Elefant oder Alfil entspricht einer historischen Schachfigur, die im Zuge der Reform des Schachspiels am Beginn der Neuzeit durch den modernen Läufer ersetzt wurde. Im Märchenschach wird diese Figur jedoch weiter verwendet. Der Elefant springt zwei Felder diagonal. Der Elefant im Xiangqi, dem chinesischen Schachspiel, kann dagegen nicht über ein Feld springen, wenn eine Figur dazwischen steht. Auch in dieser Form kann der Elefant als Märchenfigur eingesetzt werden.

### Fers
Der Fers oder Firzan ist der historische Vorgänger der Dame. Er zieht ein Feld in diagonaler Richtung und ist damit eine sehr schwache, vor allem zur Verteidigung geeignete Figur. Das ändert sich z. B. bei einem berittenen Fers (Fers + Springer). Die Gangarten der meisten Schach- und Märchenschachfiguren lassen sich auf die von Fers oder Wesir, oder auf eine Kombination beider (die unmittelbar den König ergibt), zurückführen.

### Giraffe
Die Giraffe ist ein (1,4)-Springer und kommt schon in alten Schachvarianten wie dem Grande Acedrex von König Alfons X. vor.

### Gnu
Das Gnu vereinigt die Zugmöglichkeiten von Springer und Kamel und ist damit eine ziemlich starke Schachfigur. Es kommt in der Schachvariante „Wildebeest Chess“ des Spielautors R. Wayne Schmittberger vor.

### Grashüpfer
|  |  |

Der Grashüpfer wurde 1912 von Thomas Rayner Dawson erfunden. Er kann in die gleichen Richtungen ziehen wie eine Dame, allerdings muss er einen Stein überspringen. Dabei kann es sich um einen eigenen oder einen gegnerischen Stein handeln. Der Grashüpfer landet auf dem Feld unmittelbar hinter dem übersprungenen Stein. Ist dieses Feld von einem gegnerischen Stein besetzt, dann wird dieser geschlagen. Steht dagegen auf diesem Feld ein eigener Stein, oder steht die zu überspringende Figur am Rand, dann kann der Grashüpfer dort nicht hinziehen. Der übersprungene Stein bleibt auf dem Brett.

### Heuschrecke
Die Heuschrecke überspringt einen gegnerischen Stein und landet unmittelbar hinter diesem. Der übersprungene Stein wird geschlagen. Die Heuschrecke kann sich horizontal, vertikal und diagonal bewegen und muss bei einem Zug schlagen, sonst ist sie bewegungsunfähig.

### Janus
|  |  |

Der Janus (auch Pegasus, Erzbischof, Kardinal, Minister oder Prinzessin genannt) darf sich wie ein Springer oder wie ein Läufer bewegen, er ist also ein berittener Läufer. Da ein Janus bei einem Zug wie ein Springer die Feldfarbe wechselt, kann er dadurch wechselweise wie ein schwarzer oder wie ein weißer Läufer agieren. Er kann, wenn der gegnerische König in der Ecke steht, ohne Unterstützung eines anderen Steines matt setzen. Er ist wohl die häufigste Figur in Schachvarianten und kommt unter anderem im Janusschach und Capablanca-Schach vor.

### Kamel
Das Kamel ist ein (1,3)-Springer, es bewegt sich um drei Felder längs einer Linie fort und um ein Feld längs einer Reihe, oder umgekehrt. Damit zieht das Kamel ähnlich wie ein Pferd (Springer), nur um ein Feld weiter. Das Kamel ist wie der Läufer an eine Feldfarbe gebunden.

### Kamelreiter
Der Kamelreiter kann – ähnlich wie der Nachtreiter – mehrere Kamelsprünge hintereinander in dieselbe Richtung ausführen.

### Kampfmaschine
Die Kampfmaschine oder Dabbaba springt über ein Feld in gerader Richtung (vorwärts, rückwärts oder seitwärts), sie ist also ein (0,2)-Springer. Diese Figur kommt schon in Varianten aus der Frühzeit des Schachspiels vor.

### Känguru
Ein Känguru überspringt genau zwei Steine und landet unmittelbar hinter dem zweiten Stein, ein eventuell dort stehender gegnerischer Stein wird geschlagen.

### Kanzler
|  |

Der Kanzler (oder Marschall, im Problemschach auch Kaiserin) darf sich wie ein Turm oder wie ein Springer bewegen, somit ist er ein berittener Turm. Nach dem Janus ist er die zweithäufigste Schachvariantenfigur.

### Leo
Der Leo gehört zu den chinesischen Märchenschachfiguren. Schlagfrei zieht er wie eine Dame. Zum Schlagen (orthogonal sowie diagonal) benötigt er einen übersprungenen Stein, wobei sich der geschlagene Stein in beliebiger Entfernung zum übersprungenen Stein befinden kann. Das Schlagen entspricht somit genau der Zugmöglichkeiten des Lion.

### Lion
Ein Lion zieht und schlägt wie ein Grashüpfer. Der Unterschied besteht darin, dass das Zielfeld nicht unmittelbar hinter dem übersprungenen Stein liegen muss. Ein Turm-Lion oder Rion zieht und schlägt nur in den Richtungen des Turms, ein Läufer-Lion oder Bion nur in den Richtungen des Läufers.

### Mann
| Chess fld45.svg |

Der Mann, auch „kämpfender König“ genannt, ist eine Figur, die wie ein König zieht und schlägt, aber geschlagen werden darf und keinen Schachgeboten unterliegt. Diese Figur kommt in der Ausgangsstellung des Kurierspiels vor. In einigen Varianten des Hexagonalen Schachs für drei und mehr Spieler agieren die Könige solange als „Mann“, bis nur noch zwei von ihnen auf dem Brett stehen; danach erst werden sie zu herkömmlichen Königen.

### Mao
Der Mao gehört zu den Figuren des chinesischen Schach. Er zieht und schlägt wie ein Springer, nur dass er erst einen orthogonalen Schritt auf ein freies Feld ausführen muss, um als Nächstes einen diagonalen Schritt auf das Zielfeld zu machen, welches nicht direkt neben dem Ausgangsfeld liegen darf. Er kann zum Beispiel von b1 nach c3 ziehen, aber nur wenn das Feld b2 frei ist. Er muss beide Schritte ausführen und kann nicht etwa von b1 nach b2 ziehen.

### Moa
Der Moa bewegt sich analog zum Mao. Der einzige Unterschied besteht in der Vertauschung der Reihenfolge der beiden Einzelschritte: Der Moa zieht zunächst diagonal und anschließend orthogonal jeweils ein Feld weit. Er kann also b1–c3 ziehen, wenn das Feld c2 frei ist, während b2 besetzt sein kann (siehe auch: Moas waren flugunfähige Laufvögel.).

### Nachtreiter
|  |  |

Der Nachtreiter wurde 1925 von Thomas Rayner Dawson eingeführt, um neben Linien (bzw. Reihen) und Diagonalen eine dritte Wirkungslinie für Schnittpunkthäufungen zu besitzen. Er zieht wie ein normaler Springer, allerdings darf er mehrere Springerzüge in gerader Linie hintereinander ausführen, er ist somit ein (1,2)-Reiter. Er kann zum Beispiel e4 → c5 → a6 ziehen. Wie alle Reiter darf er nur im letzten Schritt ein besetztes Feld betreten. Von e4 nach a6 kann er also nur ziehen, wenn c5 frei ist.

### Pao
Der Pao entspricht der Kanone im chinesischen Schach. Schlagfrei zieht er wie ein Turm. Zum Schlagen (ebenfalls in orthogonaler Richtung) benötigt er einen übersprungenen Stein, wobei sich der geschlagene Stein in beliebiger Entfernung zum übersprungenen Stein befinden kann. Geschlagen wird der Stein auf dem Zielfeld, während der übersprungene Stein (der ein eigener oder gegnerischer sein kann) unbeeinflusst bleibt. Es darf nur genau ein Stein übersprungen werden, nicht mehrere.

### Pfadfinder
Der Pfadfinder zieht diagonal im Zickzack. Wie der Läufer ist der Pfadfinder an eine Feldfarbe gebunden. Felder in den Abständen 2, 4, 6 usw. kann der Pfadfinder auf zwei verschiedenen Wegen erreichen, was es schwierig macht, den Pfadfinder zu blockieren. Die Figur wurde wahrscheinlich in der ersten Hälfte des 20. Jahrhunderts von J. de A. Almay aus Budapest erfunden und ist in Anthony Dickins’ A Guide to Fairy Chess beschrieben.

### Quintessenz
Die Quintessenz ist ein besonderer Nachtreiter: Nach jedem Springerzug springt sie im Zickzack im 90 Grad-Winkel vom Ausgangsfeld weg, so dass bei langen Zügen eine Schlangenlinie entsteht. Schlagen bzw. Schach bieten kann diese Figur nur im letzten Schritt. Sie wurde im Jahr 2001 von Jörg Knappen zum ersten Mal beschrieben und seither in einer Reihe von Schachvarianten eingesetzt.

### Rose
Die Rose ist ein Nachtreiter, der bei jedem Springerschritt um 45 Grad in dieselbe Richtung abbiegt. Auf einem genügend großen Brett kann die Rose einen Vollkreis beschreiben und an ihren Ausgangspunkt zurückkehren. Ihren Namen hat sie von der Überlagerung der Schrittmuster, die an eine Rosenblüte erinnern. Die Rose kommt in der Schachvariante „Schach auf einem wirklich großen Brett“ des amerikanischen FIDE-Meisters Ralph Betza vor.

### Superbauer
Der Superbauer ist eine Steigerung des Bauern: Er zieht ohne zu schlagen beliebig viele Felder gerade vorwärts und schlägt diagonal vorwärts wie ein Läufer. Er wandelt sich beim Erreichen der 8. Reihe um wie ein Bauer; er kann aber nicht en passant geschlagen werden. In Problemen ist es zulässig, Superbauern auch in der ersten Reihe zu positionieren. Der Superbauer wurde 1967 von Werner Speckmann publiziert. Zu einem Thematurnier wurden 101 Probleme eingesandt, von denen 22 im Jahr 1969 ausgezeichnet wurden.

### Vao
Der Vao gehört zu den chinesischen Märchenschachfiguren. Schlagfrei zieht er wie ein Läufer. Zum Schlagen (ebenfalls in diagonaler Richtung) benötigt er einen übersprungenen Stein, wobei sich der geschlagene Stein in beliebiger Entfernung zum übersprungenen Stein befinden kann.

### Wesir
Der Wesir ist schon in historischen Schachvarianten belegt, er kommt etwa im Kurierspiel als Schleich vor. Er ist ein (1,0)-Springer, zieht also ein Feld vorwärts, rückwärts oder seitwärts. Ein Kamel und ein Wesir reichen zusammen mit dem König aus, um den gegnerischen König matt zu setzen.

### Zebra
Das Zebra bewegt sich um drei Felder längs einer Linie fort und um zwei Felder längs einer Reihe, oder umgekehrt, und ist somit ein (2,3)-Springer. Es zieht ähnlich wie ein Springer, nur weiter. Wie der Springer wechselt es mit jedem Zug die Farbe des Feldes.

### Zentaur
Der Zentaur vereinigt die Zugmöglichkeiten von König und Springer in sich und entspricht damit einem berittenen König bzw. einem gekrönten Springer. Er gehört zu den stärksten kurzschrittigen Figuren.

### Zero
Die Zero ist ein (0,0)-Springer. Ihre einzige Zugmöglichkeit ist ein Sprung auf der Stelle. Dies erlaubt es ihrem Besitzer, einen Zug auszusetzen; ferner kann sie ein Patt aufheben, da der Sprung auf der Stelle stets ein legaler Zug ist (wenn kein Schachgebot besteht). Die Zero kann auch als Komponente für Kombinationsfiguren verwendet werden.

## Neue Regeln
In diesen Varianten des Märchenschachs wird mit herkömmlichen Figuren auf herkömmlichen Bretten gespielt, nur werden die Zug- (und damit die Schlagregeln) und/oder das Spielziel geändert.
Zu den bekanntesten dieser Variationen gehört das Räuberschach, bei dem das Spielziel die vollständige Vernichtung der eigenen Figuren ist (mit Schlagzwang).

### Andernach
Schlagende Figuren (mit Ausnahme des Königs) wechseln ihre Farbe.

### Apartheid (Rassentrennung)
Bauern ziehen und schlagen wie Könige, jedoch ausschließlich gegnerische Bauern. Figuren können nur Figuren schlagen. Es gibt keine Wandlung eines Bauern beim Erreichen der gegnerischen Grundlinie.

### Circe
Geschlagene Figuren kommen mit sofortiger Wirkung auf ihr Ursprungsfeld zurück, es sei denn dieses Ursprungsfeld ist durch eine andere Figur besetzt. In diesem Fall wird die geschlagene Figur wie im normalen Schach vom Brett entfernt.
Als Ursprungsfeld gilt bei Bauern das 2. (weiß) bzw. 7. (schwarz) Feld der jeweiligen Linie, auf der er geschlagen wurde. Bei Damen ist es d1 (weiß) bzw. d8 (schwarz). Für alle anderen Figuren ist es das Feld der gleichen Farbe, auf dem in der Ausgangsstellung die Figur stand; das heißt, dass man Türme und Springer je nach Ausgangsfeld unterscheiden muss.
Wiederauferstandene Türme erhalten das Rochaderecht zurück.

### Flintenschach
Figuren schlagen nicht normal, sondern können andere Figuren aus der Ferne „erschießen“. Dabei bleibt die schlagende Figur an ihrem Platz und die geschlagene Figur wird vom Spielfeld genommen, was als ein Zug gilt. Im Flintenschach kann eine bedrohte Figur nicht gedeckt werden.

### Gitterschach
Das Schachbrett ist durch ein Gitter in 2×2 Quadrate große Zellen unterteilt. Bei jedem Zug muss eine Gitterlinie überschritten werden, sonst ist der Zug nicht erlaubt. Nur erlaubte Züge können schach und matt bieten. Könige können beim Gitterschach die Eckfelder a1, a8, h8 und h1 nicht betreten.

### Gleichberechtigung
Das Spiel gilt erst als gewonnen, wenn sowohl der König als auch die Dame geschlagen wurden.

### Emanzipation
An Stelle des Königs muss die Dame geschlagen werden.

### Madrasi
Gleiche Figuren verschiedener Farbe, die einander bedrohen, lähmen sich gegenseitig. Die Lähmung kann nur dadurch aufgehoben werden, dass eine andere Figur dazwischen zieht oder eine der beiden Figuren geschlagen wird. Madrasi-Schach wurde 1979 von Abdul Jabbar Karwatkar erfunden.

### Mühleneröffnung
Die Figuren werden nicht in einer fixen Aufstellung, sondern, in Anlehnung an das Brettspiel Mühle, abwechselnd in beliebiger Reihenfolge auf beliebige Positionen der eigenen Hälfte aufgestellt. Während der Aufstellungsphase wird weder gezogen noch geschlagen.

### Musketier
Einmal pro Partie kann der König eine andere Figur (außer den feindlichen König) wie eine gewöhnliche Dame schlagen.

### Relay
Wird eine Figur von einer anderen Figur gedeckt, so kann sie vorübergehend auch wie die deckende Figur ziehen und schlagen.

### Teleportation
Zusätzlich zur (oder je nach Vereinbarung an Stelle der) Rochade kann der eigene König mit einer beliebigen anderen eigenen Figur einmal pro Partie den Platz tauschen.

### Three-Check
Neben dem regulären Mattsetzen gewinnt der Spieler, der dem gegnerischen König zum dritten Mal Schach bietet. Insbesondere wenn ein Turm, ein Läufer oder eine Dame Schach bietet, ist einen eigenen Stein zwischen König und Angreifer zu stellen, oft ein miserabler Zug, da das Schachgebot sofort wiederholt werden kann. Doppelschach gilt als ein einzelnes Schachgebot.

### Horde
|   | a | b | c | d | e | f | g | h |   |
| 8 |   |   |   |   |   |   |   |   | 8 |
| 7 |   |   |   |   |   |   |   |   | 7 |
| 6 |   |   |   |   |   |   |   |   | 6 |
| 5 |   |   |   |   |   |   |   |   | 5 |
| 4 |   |   |   |   |   |   |   |   | 4 |
| 3 |   |   |   |   |   |   |   |   | 3 |
| 2 |   |   |   |   |   |   |   |   | 2 |
| 1 |   |   |   |   |   |   |   |   | 1 |
|   | a | b | c | d | e | f | g | h |   |

Mögliche Startaufstellung für ein Horde-Spiel.
Auch Bauernaufstand genannt. Ein Spieler, meist Weiß, erhält eine große Anzahl von Bauern, aber sonst keine Figuren. Die Anzahl und Aufstellung variieren. Schwarz spielt dann mit einem Standardset von Figuren in der Standardaufstellung. Weiß gewinnt durch Mattsetzen des Königs, Schwarz indem alle weißen Bauern geschlagen werden. Je nach Variante wandeln sich die Bauern auf der gegenüberliegenden Seite um. Typischerweise können die Bauern auf der Grundlinie ebenfalls beim ersten Schritt zwei Felder weit laufen. Je nach Variante können diese dann ebenfalls en passant geschlagen werden.

### Crazy House
Im normalen Spiel wird eine Figur aus dem Spiel genommen, wenn sie geschlagen wird, anschaulich fällt sie. Bei Crazy House wird sie anschaulich bekehrt, tritt also zu dem Spieler über, der sie geschlagen hat. Sie wird wie gehabt vom Feld genommen, jedoch außerdem der Reserve des Spielers hinzugefügt. Die Reserve ist zu Spielbeginn leer und füllt sich durch das Schlagen von gegnerischen Figuren.
Statt eine Figur auf dem Feld zu ziehen, kann ein Spieler eine Figur aus der Reserve auf ein beliebiges freies Feld platzieren. Einzige Ausnahme: Ein Reserve-Bauer kann nicht auf die Linien 1 und 8 platziert werden. Auf Linie 2 und 7 platzierte Bauern können keinen Doppelschritt ausführen. Je nach Variante werden geschlagene Figuren, die umgewandelte Bauern sind, der Reserve als Bauer hinzugefügt.
Es ist erlaubt, den Gegner durch eine Platzierung mattzusetzen und ein Schachgebot durch eine Platzierung zu beantworten.
Platzierungen erleichtern Gabeln erheblich.

## Neue Spielbretter
Die Brettform kann durch Hinzunahme oder Weglassen von Feldern oder auch die räumliche Veränderung (wie z. B. Zylinderschach oder Torusschach durch Aneinanderfügen gegenüberliegender Brettseiten – horizontal und/oder vertikal) variiert werden. Ob Spielbretter mit zusätzlichen Dimensionen (3D-Schach) oder anders geformten Feldern (Dreiecken, Sechsecken,…) noch zum Märchenschach zählen, ist ungeklärt.

### Veränderte Brettgröße
Während neue Figuren und Regeln in Schachkompositionen meist auf einem normalen 8×8-Brett eingesetzt werden, gibt es auch Versuche, sie für „verbessertes“ Partieschach auf größerem Spielfeld einzusetzen. Dies begann bereits durch Capablanca, der für das übliche Schach den Remistod befürchtete.

#### 10×8-Brett
- Capablanca-Random-Chess
- Janusschach
- Gothic Chess

#### 10×10-Brett
- Grand Chess

### Räumliche Veränderung

#### Zylinderschach
Es wird so gespielt, als ob die linke Seite wieder an die rechte anschlösse. Wenn man sich außerdem noch eine halbe Drehung des Bretts hinzudenkt, spricht man von Möbius-Schach. Beispielsweise kann ein Turm nach links 'auswandern' und von rechts wieder 'hereinkommen'. Weiteres siehe Abschnitt Torus.

#### Torus
Das Schachbrett wird nach links und rechts sowie oben und unten periodisch fortgesetzt gedacht, das heißt, ein Turm kann z. B. nach links „auswandern“ und von rechts wieder „einwandern“. Bei Überschreiten einer Spielbrettgrenze kann jedoch nicht unmittelbar geschlagen werden (sonst könnte mit dem ersten Zug der gegnerische König durch Überschreiten der Grundlinie geschlagen werden und das Spiel wäre sofort zu Ende). Es gibt keine Wandlung eines Bauern beim Erreichen der gegnerischen Grundlinie.